# Tropidion pubicolle
Tropidion pubicolle là một loài bọ cánh cứng trong họ Cerambycidae.